# 4049 Noragalʹ
4049 Noragalʹ је астероид главног астероидног појаса. Приближан пречник астероида је 19,79 ,
а средња удаљеност астероида од Сунца износи 3,081 астрономских јединица (АЈ).
Инклинација (нагиб) орбите у односу на раван еклиптике је 2,379 степени, а орбитални период износи 1975,478 дана (5,408 година). Ексцентрицитет орбите астероида износи 0,265.
Апсолутна магнитуда астероида износи 11,80 а геометријски албедо 0,085.
Астероид је откривен 31. августа 1973. године.